# فتح سیبری توسط روسیه

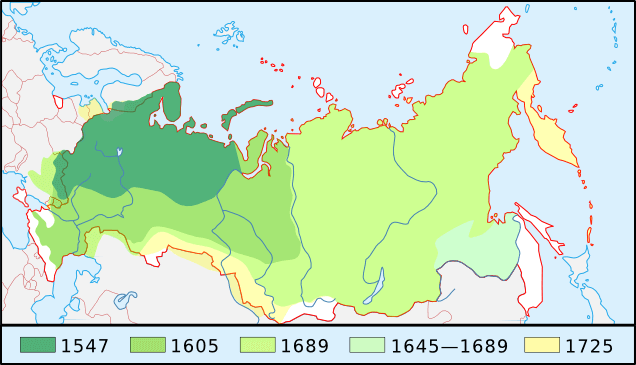
نقشه رشد روسیه بین سال‌های ۱۵۴۷ تا ۱۷۲۵

فتح سیبری به دست روس‌ها (به روسی: Покорение Сибири) در قرن ۱۶ و ۱۷ میلادی هنگامی که حکومت خانات سیبر تبدیل به یک ساختار سیاسی دست‌نشاندهٔ وابسته به فعالیت کاشفان روسی شد، رخ داد. گرچه روس‌ها از نفرات بیشتری برخوردار بودند، خاندان‌های مختلفی را برای تغییر وفاداری و تأسیس قلعه‌های دوردست که از آنجا یورش‌هایشان را پیش ببرند، تحت فشار قرار دادند. کوچوم خان برای مقابله با این کار سعی کرد با وادارسازی مردم خود برای مسلمان شدن و اصلاح دستگاه جمع‌آوری مالیات، حکومت خود را یکپارچه کند.
در مورد فتح سیبری و سایر مناطق شرقی روسیه امروزی به دست روسیه این واقعیت وجود دارد که در قرن شانزده و هفده میلادی یعنی زمانی که امپراتوری مدرن روسیه در حال شکل‌گیری بود، دست کم در نقاط پیوسته با موطن اصلی روس‌ها، هیچ قدرت مدعی و رقیبی که مانع تصرف این مناطق توسط روس‌ها شود وجود نداشت. به عبارت دیگر، گسترهٔ وسیعی در مرزهای شرقی امپراتوری تزارها دچار خلأ هژمونیک بود. در حوزهٔ سیبری این خلأ به مراتب آشکارتر بود و روس‌ها در این حوزه، بی آنکه با مانع انسانی جدی برخورد کنند، توسعهٔ قلمرو خود را تا اواخر سده نوزدهم میلادی ادامه دادند.